# Битка код Киноскефала (364. п. н. е.)
Битка код Киноскефале вођена је 364. године п. н. е. између тесалијских и тебанских снага. 

## Увод
Битка код Киноскефале одлучујућа је битка у рату између Тесалије под тиранином Александром од Фере и Тебе која је у ово време била на врхунцу моћи под Пелопидом и Епаминондом. Овај период историје античке Грчке познат је под називом „Тебанска хегемонија”, а отпочео је након окончања Спартанске хегемоније 371. године п. н. е. у бици код Леуктре. Док је Епаминонда предводио неколико похода на Пелопонез, Пелопида је тебанску војску водио ка Тесалији. Први поход ка северу покренуо је већ 369. године п. н. е. против македонског краља Александра који се меша у унутрашња збивања у Тесалији након смрти Јасона из Фере. Атина је посредовала те је склопљен мир. Следеће године Пелопида покреће нов поход како би сузбио атински утицај у Тесалији. По повратку га је заробио Александар из Фере. Епаминонда се повлачи са Пелопонеза и напада Александра. Пелопида је ослобођен. 

## Битка
Пелопида 364. године п. н. е. покреће свој трећи поход на Тесалију. Желео се осветити Александру што га је годину дана држао у заробљеништву. Поред тога, Тесалија је пришла уз Атину која је покушавала да сузбије тебанску хегемонију. Поједини тесалски градови обраћају се Теби да примора Александра из Фере да поштује одредбе споразума са Пелопидом. Сметала им је Александрова тиранска владавина. Одлучујућа битка вођена је код Киноскефале. Непосредно пред почетак битке дошло је до помрачења Сунца што су обе стране протумачиле као лош предзнак. Уследила су дезерства која су ослабила обе војске. Битка која је уследила подсећа на битку код Кунаксе (401. п. н. е.). Тебанска војска разбила је тесалску. Када је победа била извесна, Пелопида је дозволио да га повуче мржња према Александру који га је годину дана држао заробљеног. Са малим бројем војника напао је тиранина. У безглавом нападу је изгубио живот. 

## Последице
Упркос Пелопидиној погибији, Тебанци односе потпуну победу. Рат са Тесалијом је завршен. Епаминонда је присилио Тесалију на мир. Александар се морао одрећи власти над тесалијским градовима. Постао је члан Беотијског савеза. Као савезник Беотије, Александар је 362. године п. н. е. учествовао у борбама против Атине. 